# Meet Your Meat
Meet Your Meat (eller Mød dit kød) er en dokumentarfilm produceret af PETA. Filmens formål var at informere seerne om den proces som dyr gennemgår i kødindustrien, og forsøge at vende dem til vegetarisme.
Filmen består hovedsageligt af skjulte optagelser af kyllinger (slagtekyllinger og fabrikskyllinger), kalkuner, grise, kvæg, malkekøer og slagtekalve, og belyser hvad der foregår ved produktionen af kød og andre animalske produkter til menneskeforbrug. Videoen indeholder også nogle optagelser fra et slagteri. Den er blevet udgivet i flere versioner – alle fortalt af Alec Baldwin — den seneste blev udgivet i 2003. 
Filmen varer 13 minutter og kan fås i flere formater, deriblandt DVD, VHS, Video-cd og flere computer-medieafspilleres formater. Meet Your Meat følger med i Chew on This: 30 Reasons to go Vegetarian, også af PETA, og med mange af deres vegetar starter-kits. 

## Fodnoter
1. ↑  Navnet er anført på engelsk og stammer fra Wikidata hvor navnet endnu ikke findes på dansk.
2. ↑  "Vegetarian Network Victoria". Arkiveret fra originalen 21. februar 2007. Hentet 14. februar 2007.
3. ↑  "PETA's Vegetarian Starter Kit". Arkiveret fra originalen 4. februar 2007. Hentet 14. februar 2007.